# Parafia św. Jakuba Apostoła w Ostrowitem
Parafia św. Jakuba Apostoła w Ostrowitem – parafia rzymskokatolicka w diecezji toruńskiej, dekanacie kurzętnickim, z siedzibą w Ostrowitem k. Jabłonowa.
Proboszczem parafii jest ks. Paweł Dąbrowski.

## Zasięg parafii
Do parafii należą wierni z miejscowości:
- Ostrowite
- Wardęgowo
- Wardęgówko
- Kamienny Most
- Wesołkowo
- Osetno
- Głowin
- Olszak
- Wronka